# Zarkat
Zarkat (en árabe: زرقت‎, en francés: Zarkt) es un municipio rural de la región de Tánger-Tetuán-Alhucemas, Marruecos. Según el censo de 2014, tiene una población de 6.691 habitantes.
Desde 1912 hasta 1956 perteneció a la zona norte del Protectorado español de Marruecos.